# Morgan Amalfitano
Morgan Amalfitano (Nice, 20 maart 1985) is een Frans voetballer die bij voorkeur als rechtsbuiten speelt. Hij debuteerde in 2012 in het Frans voetbalelftal. Zijn jongere broer Romain is ook profvoetballer.

## Clubcarrière

### Frankrijk
Amalfitano debuteerde tijdens het seizoen 2004-2005 in het betaald voetbal in het shirt van CS Sedan, destijds actief in de Ligue 2. Met datzelfde Sedan speelde hij op 6 augustus 2006 zijn eerste wedstrijd in de Ligue 1, tegen Olympique Marseille. In dat seizoen speelde Amalfitano 31 competitiewedstrijden waarin hij 28 maal in de basis begon. Sedan eindigde als negentiende en degradeerde naar de Ligue 2. Het daaropvolgende seizoen eindigde Sedan vierde in de Ligue 2, waardoor het net promotie misliep.
In juli 2008 vertrok Amalfitano naar FC Lorient. In drie seizoenen scoorde hij veertien doelpunten in 110 competitiewedstrijden voor de club.
In juli 2011 tekende Amalfitano als transfervrije speler een vierjarig contract bij Olympique Marseille. Hij debuteerde op 27 juli 2011 in de Trophée des Champions tegen Lille OSC. Amalfitano viel in en trof eenmaal de paal. L'OM won de wedstrijd met 5-4. Op 6 augustus 2011 maakte hij zijn competitiedebuut voor Olympique Marseille tegen FC Sochaux. Hij viel in na 66 minuten voor Mathieu Valbuena. Op 13 september 2011 maakte hij zijn debuut in de Champions League tegen Olympiakos. Op 27 november 2011 scoorde hij zijn eerste doelpunt voor L'OM in een 3-0 zege tegen Paris Saint-Germain.
Op 14 april 2012 won Olympique Marseille de Coupe de la Ligue na een 1-0 zege op Olympique Lyon. Amalfitano speelde 120 minuten. Dankzij een treffer van Brandão in de 105e minuut won L'OM de Coupe de la Ligue voor de derde maal op rij.

### Engeland
Na de komst van Florian Thauvin in augustus 2013 verhuurde Marseille Amalfitano tijdens het seizoen 2013/14 aan West Bromwich Albion. Op 21 september 2013 scoorde hij daarvoor zijn eerste doelpunt in de Premier League, tegen Sunderland. Amalfitano tekende in september 2014 een eenjarig contract bij West Ham United, dat de club en hij na dat seizoen verlengden tot medio 2017. Vrijwel direct daarna kwam hij in aanvaring met de dan net aangestelde trainer Slaven Bilić. Die liet hem nog vier wedstrijden meedoen in de kwalificatiefase van de UEFA Europa League, maar liet hem in de competitie geen minuut meer spelen. Amalfitano en West Ham gingen daarop op 7 oktober 2015 in overleg per direct uit elkaar.

## Interlandcarrière
Op 29 februari 2012 debuteerde Amalfitano in het Frans voetbalelftal in een vriendschappelijke wedstrijd tegen Duitsland. Amalfitano viel in na 68 minuten voor Mathieu Valbuena. Frankrijk won de oefeninterland met 1-2 na doelpunten van Olivier Giroud en Florent Malouda.

## Erelijst
| Coupe de la Ligue     | 1x | 2011/12 |
| Trophée des Champions | 1x | 2011    |